# 고노우라촌 (나가사키현 니시소노기군)
고노우라촌(神浦村)은 나가사키현 니시소노기군에 설치되었던 촌이다. 현재의 나가사키시에 해당한다.